# Дечански летопис
Дечански летопис  је рукописна хроника на рашком писму (рашки jезик) написана у другој половини 15. века у манастиру Високи Дечани. Сачуван у рукопису из 1595. године.
Година када је хроника састављена није позната, али може се претпоставити да је то била у време Мехмеда Освајача и да је из корпуса књига са причом о престанку моштију Jована Рилског у манастиру Рила („О преносу моштију Јована Рилског“), чији је аутор Владислав Граматик.
Преписивач из 1595. године не само да је једноставно преписао, већ је и интерпретирао оригинални текст. Занимљива је чињеница — Буквар Саве Инока Дечанца објављен је и штампан 20. маја 1597. године у штампарији „Ђулијано Рампацети” у Венецији. С почетком дугог рата.
Дечанска хроника је једини извор низа чињеница, као што су:
1. Битка на Ровинама[6]
2. Ђурађ Смедеревац срушио је Ђурађ Кастриот Скендербег на улазу у Трајанову капију 1444. године[7];
3. словенског имена Шапца — Заслон[8].